# Dětmarovice
Dětmarovice település Csehországban, a Karvinái járásban. Dětmarovice Karviná, Dolní Lutyně, Doubrava, Petrovice u Karviné és Orlová településekkel határos. Lakosainak száma 4435 fő (2024. január 1.).

## Népesség
A település lakosságának változását az alábbi diagram mutatja:
| Lakosok száma | 1380 | 2151 | 3437 | 3692 | 3817 | 3783 | 4195 | 4233 | 4344 | 4435 |
|               | 1869 | 1890 | 1921 | 1950 | 1980 | 2001 | 2017 | 2019 | 2022 | 2024 |